# Angelika Hofer

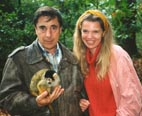
Günter Ziesler und Angelika Hofer

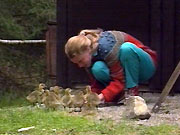
Angelika Hofer mit ihrer Gänseschar

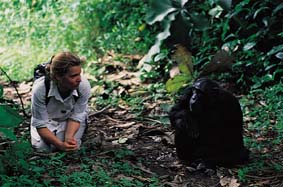
Angelika Hofer mit Masudi im Mahale Mountains National Park

Angelika Hofer (* 26. Juli 1957 in Garmisch-Partenkirchen; † 27. Dezember 2016) war eine deutsche Verhaltensforscherin und Buchautorin. Bekannt wurde sie durch ihre Bücher Ein Gänsesommer sowie Tagebuch einer Gänsemutter und die gleichnamige Fernsehserie.

## Leben und Wirken
Angelika Hofer studierte Biologie in Regensburg und München. 1975 begegnete sie bei einem Aufenthalt am Max-Planck-Institut für Verhaltensphysiologie in Seewiesen zum ersten Mal Konrad Lorenz. In den frühen 1980er-Jahren begann die Biologin intensiv mit Gänsen zu arbeiten, als sie zehn Graugänse wie eine Gänsemutter aufzog.
Ganz in der Tradition Jane Goodalls verbrachte Hofer seit 1994 regelmäßig mehrere Wochen bei den Schimpansen im Mahale-Mountains-Nationalpark und studierte deren Verhalten. 2002 drehte ein Fernsehteam dort mit ihr eine 25-minütige Dokumentation für die Kinderkanal-Sendung Fortsetzung folgt.
2007 konzipierte Angelika Hofer in Zusammenarbeit mit dem Global Nature Fund die Wanderausstellung Pantanal – ein Paradies in Gefahr.
Aus den Erfahrungen der Reisen, die Hofer seit 1981 mit ihrem Mann, dem Fotografen Günter Ziesler, unternahm, entstanden mehrere Bücher, drei Wanderausstellungen und die Fernsehproduktionen Tagebuch einer Gänsemutter (WDR 1989), Wiederbegegnung mit Schimpansen sowie Die Gänsemutter Angelika Hofer (Bayerisches Fernsehen 2010) aus der Serie Lebenslinien.
Angelika Hofer starb 2016 mit 59 Jahren an einer Krebserkrankung. Sie ist auf dem Städtischen Friedhof Hopfen am See beigesetzt.

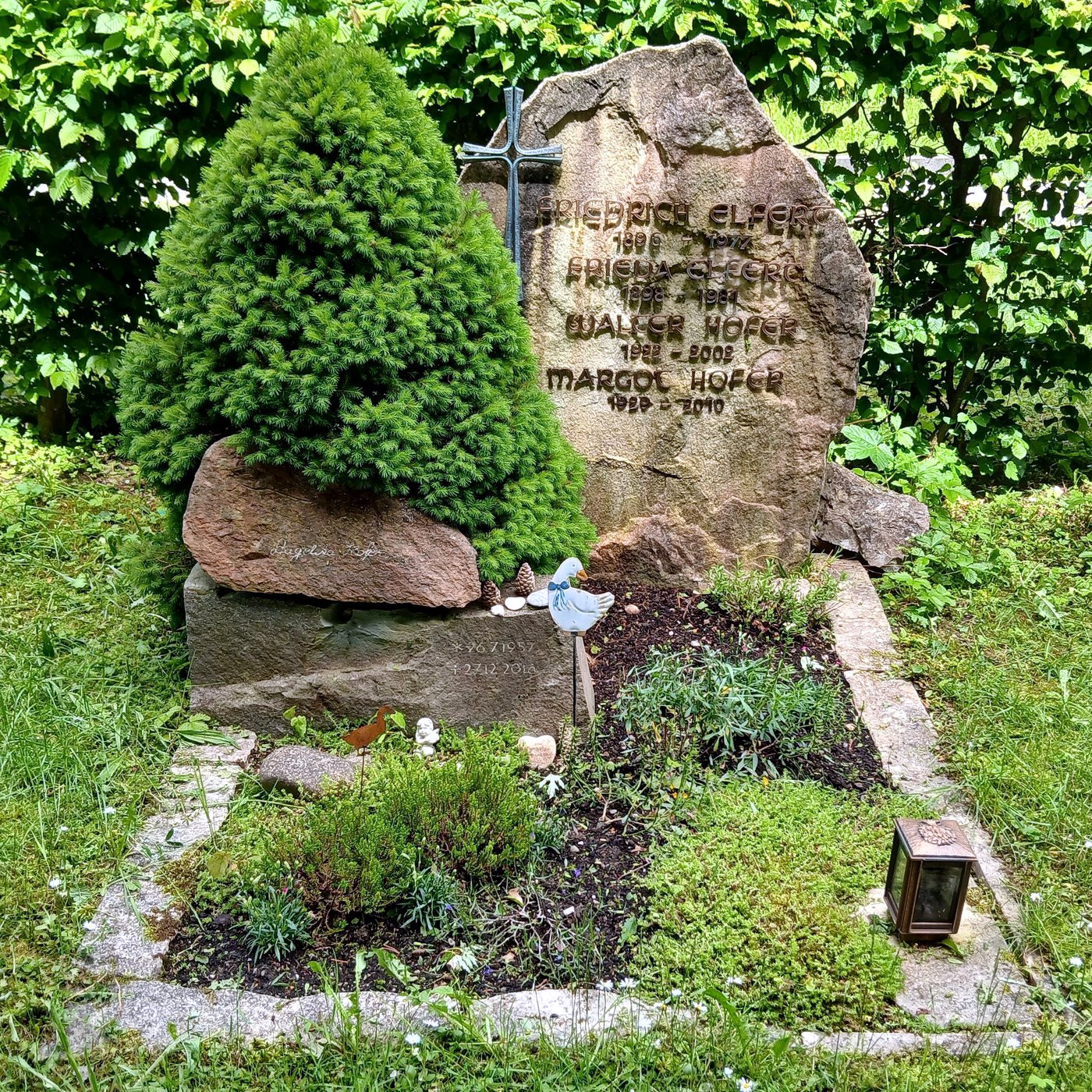
Grab Angelika Hofer

## Ehrungen
- 1976 erhielt sie für ihre Facharbeit über die Jugendentwicklung und das Verhalten einer von Artgenossen isoliert aufgezogenen Mandarinente den Hörlein-Preis vom Verband deutscher Biologen.
- 1989 wurde ihr für ihre Projekte mit den Gänsen der Kultur- und Kunstpreis der Stadt Füssen verliehen.[3]

## Schriften
- Tagebuch einer Gänsemutter. Ars-Edition, München 1989, ISBN 3-7607-8236-1.
- mit Michael A. Huffmann und Günter Ziesler: Mahale – Begegnung mit Schimpansen. Pan-Edition, Füssen 1998, ISBN 3-9520632-9-0.
- Königswinkel – wo Träume wahr werden. Tecklenborg, Steinfurt 2003, ISBN 3-934427-26-X.
- mit Günter Ziesler: Das LöwenKinderBuch. Findling, Lüneburg 2004, ISBN 3-937054-66-9.
- Abenteuer Regenwald. Buch-Verlag Kempen, Kempen 2006, ISBN 3-938458-91-7.
- mit Günter Ziesler: Pantanal – Das Herz Südamerikas. Tecklenborg, Steinfurt 2007, ISBN 978-3-939172-15-4.
- mit Günter Ziesler: Ein Gänsesommer. Buch-Verlag Kempen, Kempen 2008, ISBN 978-3-938458-84-6.